# Lawrence Kiptoo Saina
Lawrence Kiptoo Saina (* 4. August 1981) ist ein kenianischer Marathonläufer. 
2004 gewann er den Prato-Halbmarathon, beim Madrid-Marathon belegte er 2005 den vierten und 2006 den siebten Platz. Im gleichen Jahr gewann er den Porto-Marathon mit persönlicher Bestzeit von 2:09:52 Stunden, die gleichzeitig einen neuen Streckenrekord bedeutete. 2007 wurde Saina Achter beim Seoul International Marathon, im Jahr darauf folgten ein sechster Platz beim Rock ’n’ Roll Marathon, ein fünfter beim Peking-Marathon und ein dritter beim Taipei International Marathon. 2010 wurde er Zweiter beim Tiberias-Marathon.

## Persönliche Bestzeiten
- Halbmarathon: 1:01:38 h, 12. April 2004, Prato
- Marathon: 2:09:52 h, 15. Oktober 2006, Porto